# Kwestionariusz TOMM
Kwestionariusz TOMM (Test of Memory Malingering) – kwestionariusz badający symulowanie objawów zaburzeń pamięci. Służy do identyfikacji osób symulujących zaburzenia pamięci po urazach głowy (należących – obok bólu – do najczęściej symulowanych objawów somatycznych). Uzyskane wyniki porównuje się z wynikami badań przeprowadzonych w populacji kontrolnej z rzeczywistymi objawami zaburzeń pamięci (wynikami normatywnymi).